# Cum ex apostolatus officio
Cum ex apostolatus officio je papeška bula, ki jo je napisal papež Pavel IV. 15. februarja 1559.
V buli je papež formalno potrdil staro krščansko pravo: da so lahko le katoliki izvoljeni za papeža (izključeni so vsi nekatoliki in katoliki, ki so postali heretiki).